# Lasiocephalus
Lasiocephalus là một chi thực vật có hoa trong họ Cúc (Asteraceae).

## Loài
Chi Lasiocephalus gồm các loài: